# Rubber (Kartenspiel)
Unter einem Rubber versteht man im Englischen allgemein einen Wettkampf, der nach einem Best-of-Three-Modus (oder seltener: Best of Five) ausgetragen wird. Ein Rubber ist somit beendet, sobald eine Partei zwei einzelne Partien (engl. Games bzw. beim Bridge auch Manchen) gewonnen hat.
Die im Deutschen gebrauchte Bezeichnung Robber ist im Englischen nicht üblich und resultiert wohl aus einem Missverständnis.
Gewinnt eine Partei die ersten beiden Partien in Folge, so wird die dritte nicht mehr gespielt, und man nennt dies einen Großen Rubber oder quick rubber, sind drei Partien nötig, so spricht man von einem Kleinen Rubber. Die Bezeichnungen groß bzw. klein erklären sich dadurch, dass ein Zwei-Partien-Rubber beim Whist bzw. Rubberbridge höher prämiert wird, als ein Drei-Partien-Rubber. 
Es ist üblich, nach Beendigung eines Rubbers entweder die Partnerschaften zu ändern oder aber in derselben Konstellation einen zweiten Rubber, den sogenannten Konterrubber, zu spielen und erst nach Beendung des Doppelrubbers (double rubber) die Partnerschaften neu festzulegen.
Das Spiel nach Games und Rubbers findet sich auch beim Euchre oder bei Schere, Stein, Papier.
Der Ursprung des englischen Begriffs Rubber ist nicht geklärt, die Bezeichnung findet jedenfalls seit dem Ende des 16. Jahrhunderts Verwendung.
Albert Stabenow schreibt in Kartenspiele (Leipzig, 1908), dass die Verwendung des Begriffs Rubber (von engl. to rub, dt. reiben, wischen) möglicherweise daher rührt, dass, nachdem eine Partei zwei Partien gewonnen hatte, man mit einem Wischer die auf einer Tafel mit Kreide notierten Spielergebnisse gelöscht hat.